# Mario Basler
Mario Basler, född 1968 i Neustadt an der Weinstrasse, är en tysk fotbollsspelare och tränare.

## Karriär
En av Bundesligas bästa mittfältare under 1990-talet. Basler var under sin storhetstid en fruktad frisparksskytt men också känd för sitt humör. I landslaget gjorde Basler 30 framträdanden utan att få chansen i ett stort mästerskap. Efter framgångsrika år i Werder Bremen gick Basler till Bayern München. 1999 gjorde Basler det avgörande målet som tog Bayern München till final i Champions League. I finalen såg Basler länge ut att bli matchvinnare innan Manchester United vände matchen på övertid. Efter en omskriven krogrunda gick Basler till Kaiserslautern. Basler var en av de stora profilerna och lagkapten men kunde inte föra klubben till nya framgångar.

## Meriter
- 30 A-landskamper för Tysklands herrlandslag i fotboll
- VM i fotboll: 1994
- EM i fotboll: 1996
  - EM-guld 1996